# Loudi
Loudi (娄底市) é uma cidade da província Hunan na República Popular da China.